# Esti Budapest
«Esti Budapest» («Вечерний Будапешт») — венгерская ежедневная газета, печатный орган Будапештского Городского Совета и Будапештского Городского Комитета Венгерской социалистической рабочей партии. Выходила ежедневно (кроме воскресенья) со 2 апреля 1952 г. по 23 октября 1956 г.
Это был первый социалистический таблоид Венгрии, находившийся под совместным руководством Будапештского Городского Совета и Будапештского Городского Комитета Венгерской социалистической рабочей партии. Содержание статей было похоже на другие газет того времени, единственное видимое отличие заключалось в краткости статей. Его главным редактором является Иштван Ширмаи, который позже курирует прессу в целом. В 1955 году ее обозревателем был Геза Наменьи, который был президентом Информационного бюро в 1959—1969 годах.
Вечерняя газета, в которой в основном публиковались новости, связанные с отдыхом и культурой жителей венгерской столицы.
Выпуск газеты был прекращён в 1956 году после Венгерского восстания. Её преемником стало издание «Esti Hírlap».